# Rohozec u Tišnova

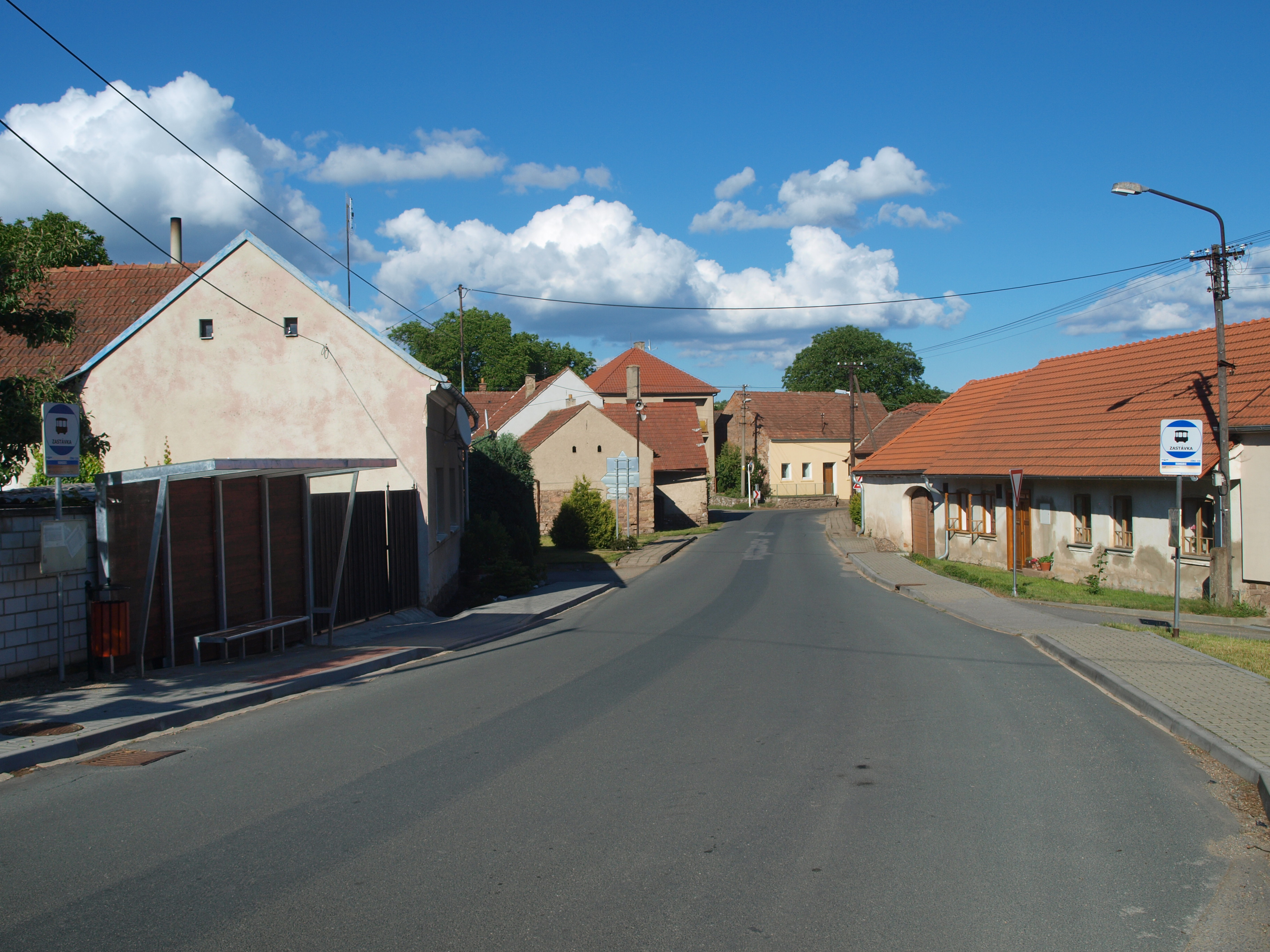
Rohozec

Rohozec (deutsch Rohosetz, früher Rohosdetz) ist eine Gemeinde in Tschechien. Sie liegt sieben Kilometer nordöstlich von Tišnov und gehört zum Okres Brno-venkov.

## Geographie
Rohozec befindet sich in der Boskowitzer Furche an einem Hügel zwischen den Tälern der Lomnička und der Lubě. Westlich liegt der Naturpark Svratecká hornatina. Im Osten erhebt sich die Střela (490 m), südwestlich der Svidovec (440 m) und die Kopanina (462 m), im Westen der Močický kopec (515 m) und im nordwestlich die Velká hora (558 m).
Nachbarorte sind Zhoř und Bukovice im Norden, Brťov-Jeneč und Žernovník im Nordosten, Lubě und Malá Lhota im Osten, Hluboké Dvory im Südosten, Unín, Hajánky und Hájek im Süden, Jamné im Südwesten, Šerkovice und Brusná im Westen sowie Lomnice, Chrastová und Rašov im Nordwesten.

## Geschichte
Die erste schriftliche Erwähnung des Dorfes erfolgte im Jahre 1240 in einer Urkunde des Klosters Porta Coeli. Rohozec gehörte seit dieser Zeit immer zum klösterlichen Besitz. Pfarrort war Unín, wo seit dem 18. Jahrhundert auch unterrichtet wurde. 1782 wurde das Kloster im Zuge der Josephinischen Reformen durch Kaiser Joseph II. aufgehoben und seine Güter unter die Verwaltung der böhmischen Krone gestellt. Diese verkaufte die Herrschaft Porta Coeli 1799 an Wilhelm von Mundy. 1821 veräußerte Johann von Mundy die Herrschaft an Friedrich Schell von Wittinghoff.
Nach der Aufhebung der Patrimonialherrschaften bildete Rohozdec/Rohosdetz ab 1850 eine Gemeinde in der Bezirkshauptmannschaft Brünn. Seit 1896 gehörte Rohozdec zum neu gebildeten Bezirk Tischnowitz. Seit 1924 trägt die Gemeinde die Bezeichnung Rohozec. Auf der Střela errichtete die Armee im Jahre 1960 eine Kaserne zur Unterbringung einer Raketenabteilung. Nach der Auflösung des Okres Tišnov kam Rohozec mit Beginn des Jahres 1961 zum Okres Blansko. 1976 wurden Hluboké Dvory, Zhoř, Unín und Bukovice unfreiwillig eingemeindet. Diese Dörfer lösten sich 1990 wieder los und bildeten eigene Gemeinden. Zum Ende des Jahres 1990 wurde die Raketenabteilung aufgehoben. Nach 2005 entstand auf der Střela in der ehemaligen Militäranlage ein 8 ha großen umfriedetes Wildgehege. Seit Beginn des Jahres 2007 gehört die Gemeinde zum Okres Brno-venkov.

## Gemeindegliederung
Für die Gemeinde Rohozec sind keine Ortsteile ausgewiesen.

## Sehenswürdigkeiten
- Kapelle des hl. Cyrill und Method, das Bauwerk mit dreistufigen Turm entstand 1861
- Denkmal für die Opfer des Ersten Weltkrieges mit lebensgroßer Sandsteinskulptur eines liegenden Löwen
- Naturdenkmal Svidovec, südwestlich des Dorfes
- Ruine der Burg Trmačov, südöstlich von Rohozec, sie ist seit 1305 als Sitz des Vladiken Ondřej von Trmačov überliefert. Seit 1481 gilt die Burg als wüst. Erhalten sind Mauerreste des Bergfriedes.